# 霍勒斯·波特
霍勒斯·波特（英語：Horace Porter，1837年4月15日—1921年5月29日），是美国的上校、外交官，南北战争时期曾担任尤利西斯·辛普森·格兰特的参谋秘书，之后担任过美国驻法国大使。